# Veriano Luchetti
Veriano Luchetti (12 de marzo de 1939 – 23 de abril de 2012) fue un tenor italiano, cuya carrera se alargó desde 1965 hasta los 90.

## Biografía
Luchetti estudió canto privadamente en Roma y debutó en 1965 en Wexford con La traviata. Continuó sus estudios de perfeccionamento, en 1967 representada en el Teatro lírico experimentral de Adriano Belli en Spoleto en Fedora y apareció en varios teatros italianos, incluyendo el Regio di Parma en el estreno mundial de [Una donna uccisa con dolcezza] de Roberto Hazon y el  Teatro Verdi de Trieste en Il furioso all'isola di San Domingo de Gaetano Donizetti.
En 1971 participó en la representación de L'Africana en la obertura del Maggio Musicale Fiorentino, que sancionó su consagración y actuó como trampolín hacia los grandes centros internacionales de ópera. En esa ocasión, la importancia de los medios vocales en términos de cuerpo y extensión, la homogeneidad entre registros y la espontaneidad en el fraseo produjeron una sensación inmediata.
Florencia fue la ciudad italiana donde apareció con mayor frecuencia, inaugurando il "Maggio"  en 1974 y 1978, respectivamente con Agnese di Hohenstaufen de Gaspare Spontini y I vespri siciliani e interpretando en otras como Madama Butterfly, Le Villi, Attila, La forza del destino, Eugenio Onieghin. Participó en siete temporadas del Arena di Verona y participó en diversas producciones de la RAI, tras las cuales en 1971 una importante montaje de Edgar, al año siguiente en la Radio Estatal Francesa.
En 1971 debutó en los Estados Unidos, en Filadelfia,  con Lucia di Lammermoor y Tosca y en 1973  con Madama Butterfly en el Royal Opera House de Londres, donde volvió cada año hasta 1977 y nuevamente en 1980. Fue también a Vienna, en la Opéra de París  y en otras ciudades europeas.
En 1975, debutó en elScala con Attila, participando al siguietne año en la gira del teatro de Londres en Washington (Simon Boccanegra, Macbeth, Messa di requiem). En 1988, apareció en el Metropolitan de New York con Carmen, con Marilyn Horne y la dirección de Plácido Domingo.

## Repertorio
| Rol                     | Título                              | Autor      |
| ----------------------- | ----------------------------------- | ---------- |
| Arturo di Ravenstel     | La straniera                        | Bellini    |
| Romeo Montecchi Tebaldo | I Capuleti e i Montecchi            | Bellini    |
| Iopas                   | Les Troyens                         | Berlioz    |
| Don José                | Carmen                              | Bizet      |
| Faust                   | Mefistofele                         | Boito      |
| Osmide                  | Démophoon                           | Cherubini  |
| Giasone                 | Medea                               | Cherubini  |
| Fernando                | Il furioso all'isola di San Domingo | Donizetti  |
| Edgardo Ravenswood      | Lucia di Lammermoor                 | Donizetti  |
| Carlo di Sirval         | Linda di Chamounix                  | Donizetti  |
| Loris Ipanov            | Fedora                              | Giordano   |
| Romeo                   | Romeo e Giulietta                   | Gounod     |
| Leandro                 | Ero e Leandro                       | Mancinelli |
| Des Grieux              | Manon                               | Massenet   |
| Vasco da Gama           | L'africana                          | Meyerbeer  |
| Andrey Chovanskij       | Chovanščina                         | Musorgskij |
| Roberto                 | Le Villi                            | Puccini    |
| Edgar                   | Edgar                               | Puccini    |
| Rodolfo                 | La bohème                           | Puccini    |
| Mario Cavaradossi       | Tosca                               | Puccini    |
| F. B. Pinkerton         | Madama Butterfly                    | Puccini    |
| Ruggero Lastouc         | La rondine                          | Puccini    |
| Amenofi                 | Mosè                                | Rossini    |
| Corrado                 | Griselda                            | Scarlatti  |
| Enrico il Leone         | Agnese di Hohenstaufen              | Spontini   |
| Cantante italiano       | Der Rosenkavalier                   | Strauss    |
| Ismaele                 | Nabucco                             | Verdi      |
| Oronte                  | I Lombardi alla prima crociata      | Verdi      |
| Jacopo Foscari          | I due Foscari                       | Verdi      |
| Foresto                 | Attila                              | Verdi      |
| Macduff                 | Macbeth                             | Verdi      |
| Gastone Raimondo        | Gerusalemme                         | Verdi      |
| Manrico                 | Il trovatore                        | Verdi      |
| Alfredo Germont         | La traviata                         | Verdi      |
| Arrigo                  | I vespri siciliani                  | Verdi      |
| Gabriele Adorno         | Simon Boccanegra                    | Verdi      |
| Riccardo                | Un ballo in maschera                | Verdi      |
| Don Alvaro              | La forza del destino                | Verdi      |
| Don Carlo               | Don Carlo                           | Verdi      |
| Radames                 | Aida                                | Verdi      |

## Discografía

### Grabaciones en estudio
- Verdi, La traviata - Romana Righetti, Veriano Luchetti, dir. Edoardo Brizio - Fratelli Fabbri 1969
- Verdi, Messa di Requiem - Leontyne Price, Janet Baker, Veriano Luchetti, José van Dam, dir. Georg Solti - RCA 1977
- Verdi, Nabucco - Matteo Manuguerra, Renata Scotto, Nicolai Ghiaurov,  Veriano Luchetti, dir. Riccardo Muti - EMI 1977
- Verdi, Messa di Requiem - Renata Scotto, Agnes Baltsa, Veriano Luchetti, Evgeny Nesterenko, dir. Riccardo Muti - EMI 1979
- Cherubini, Medea - Sylvia Sass, Veriano Luchetti, Kolos Kovats, dir. Lamberto Gardelli - Hungaraton 1977
- Verdi, Macbeth - Leo Nucci, Shirley Verrett, Samuel Ramey, Veriano Luchetti, dir. Riccardo Chailly - Decca 1986

### Grabaciones en directo
- Donizetti, Il furioso all'isola di San Domingo - Lilia Teresita Reyes, Renato Borgato, Rita Talarico, Veriano Luchetti, dir. Bruno Campanella - Trieste 1967 ed. MHS/Mercury
- Bellini, La straniera - Elena Souliotis, Elena Zilio, Veriano Luchetti, Ugo Savarese, dir. Oliviero De Fabritiis - Catania 1971 ed. House of Opera
- Puccini Edgar - Veriano Luchetti, Mietta Sighele, Bianca Maria Casoni, dir. Carlo Felice Cillario - RAI-Torino 1971 ed. Opera D'Oro
- Meyerbeer, L'Africana - Jessye Norman, Veriano Luchetti, Giangiacomo Guelfi, Agostino Ferrin, dir. Riccardo Muti - Firenze 1971 ed. Opera D'Oro
- Puccini, Le Villi - Mietta Sighele, Veriano Luchetti, Mario Zanasi, dir. Hans Georg Ratien - Firenze 1972 ed. Opera D'Oro
- Verdi, Attila - Nicolai Ghiaurov, Leyla Gencer, Norman Mittelman, Veriano Luchetti, dir. Riccardo Muti - Firenze 1972 ed. Opera Lovers
- Verdi, Don Carlo, Veriano Luchetti, Nicolai Ghiaurov, Katia Ricciarelli, Piero Cappuccilli, Fiorenza Cossotto, dir. Georges Prêtre - Venezia 1973 ed. GOP/Mondo Musica
- Bellini, I Capuleti e i Montecchi - Katia Ricciarelli, Veriano Luchetti, Giorgio Merighi, Walter Monachesi, dir. Piero Bellugi - Venezia 1973 ed. Mondo Musica
- Rossini, Moïse et Pharaon - Cesare Siepi, Veriano Luchetti, Gastone Limarilli, Silvano Carroli, Celestina Casapietra, dir. Gianandrea Gavazzeni - Venezia 1974 ed. Mondo Musica
- Verdi, Attila -  Nicolai Ghiaurov, Rita Orlandi Malaspina, Piero Cappuccilli, Veriano Luchetti, dir. Giuseppe Patanè - dal vivo La Scala 1975 ed. Bongiovanni/Myto
- Verdi, I vespri siciliani - Renato Bruson, Renata Scotto, Veriano Luchetti, Ruggero Raimondi, dir. Riccardo Muti - Firenze 1978 ed. Gala
- Rossini, Stabat Mater - Nadia Stefan Savova, Veriano Luchetti, Ruggero Raimondi, Julia Hamari, dir. Carlo Maria Giulini - Berlino 1978 ed. Testament
- Verdi, Macbeth (video) - Piero Cappuccilli,  Shirley Verrett, Nicolai Ghiaurov, Veriano Luchetti, dir. Claudio Abbado - La Scala 1979 ed. Premiere Opera
- Verdi, La forza del destino (video) - Veriano Luchetti, Anna Tomowa-Sintow, Ingvar Wixell, Paul Plishka, dir. Christoph von Dohnanyi - Parigi 1981 ed. Premiere Opera
- Verdi, Simon Boccanegra (video) - Piero Cappuccilli, Ruggero Raimondi, Mirella Freni, Veriano Luchetti, dir. Claudio Abbado - La Scala 1981 ed. Lyric Distribution/BMW (solo audio)
- Verdi, Jérusalem (video) - Cecilia Gasdia, Veriano Luchetti, Silvano Carroli, dir. Renato Renzetti - Parigi 1984 ed. House of Opera
- Verdi, Attila (video) - Evgeny Nesterenko, Maria Chiara, Silvano Carroli, Veriano Luchetti, dir. Nello Santi - Verona 1985 ed. Warner Classics
- Verdi, I vespri siciliani (video) - Leo Nucci, Susan Dunn, Veriano Luchetti, Bonaldo Giaiotti, dir. Riccardo Chailly - Bologna 1986 ed. Kultur
- Verdi, Jérusalem (video) - Katia Ricciarelli, Veriano Luchetti, Cesare Siepi, dir. Renato Renzetti - Parma 1986 ed. BCS/Premiere Opera
- Verdi, Attila - Samuel Ramey, Linda Roark, William Stone, Veriano Luchetti, dir. Gabriele Ferro - Venezia 1987 ed. House of Opera/Gala
- Bizet, Carmen - Lucia Valentini Terrani, Veriano Luchetti, Mietta Sighele, Giorgio Zancanaro, dir. Serge Baudo - Torino 1988 ed. Opera Lovers